# Данилівський ботанічний заказник
Данилівський — ботанічний заказник місцевого значення. Об'єкт розташований на території Барвінківського району Харківської області, околиці села Данилівна.
Площа — 20,5 га, статус отриманий у 2002 році.
Охороняється балка з добре збереженими ділянками справжніх степів та засолених сухих луків, де зростають рідкісні для України та Харківщини види і угруповання рослин.